# Bassam Baraké
Bassam Baraké (né à Tripoli le 27 avril 1950) est un linguiste libanais. Professeur de linguistique française et arabe à l'Université libanaise à Beyrouth, il est aussi membre du conseil supérieur de l'Institut supérieur arabe de traduction (Ligue des États arabes), et secrétaire général de l'Union des traducteurs arabes (Beyrouth).
Il est marié et père de trois enfants.

## Ouvrages publiés
- 1985 : Dictionnaire de linguistique français-arabe, Jarrous Press, Tripoli
- 1987 : Dictionnaire des termes linguistiques et littéraires français-anglais-arabe (en collaboration), Dar EL-Ilm, Beyrouth,
- 1989 : Phonétique générale : les sons de la langue arabe, Centre de développement national, Beyrouth (en langue arabe)
- 1999 : Dictionnaire Larousse bilingue français-arabe) en coédition, Larousse, Paris et Académia, Beyrouth
- 2000 : La stylistique, traduction en arabe de l’ouvrage de Georges Molinié, PUF, coll. « Que sais-je ? », Majd, Beyrouth
- 2002 : Principes d'analyse des textes littéraires (en collaboration), Longmann, Le Caire
- 2003 : Dictionnaire français-arabe (pour élèves de CM), Dar al-Hilal
- 2004 : édition bilingue français-arabe, Dar al-Hilal :
  - Stendhal, Le Rouge et le Noir, Extraits
  - Molière, L'Avare
  - Molière, Dom Juan
  - Zola, Le Rêve
  - Mérimée, Carmen et autres nouvelles
- 2004 : Dictionnaire français-arabe, Éditions du temps, coll. « Études arabes »  (ISBN 2842742737)

- 2006 : Arabesques : l'aventure de la langue arabe en Occident, Éditions du Temps / Robert Laffont, en collaboration avec Henriette Walter,  (ISBN 2221098064), récemment aussi paru en Éditions Points, coll. « Points Gout des mots »  (ISBN 2757802445)
- 2007 : Dictionnaire français-arabe, Al-Muhît, Édition Larousse et Academia